# François-Joseph en Bavière
Le duc François Joseph (en allemand, Franz Joseph Michael Karl Maria Evarist Quirinus Ottokar Herzog in Bayern), né le 23 mars 1888 à Tegernsee, et mort le 23 septembre 1912 à Munich, puîné des cinq enfants de Charles-Théodore en Bavière et de Marie-Josèphe de Bragance, est un membre de la Maison de Wittelsbach. 

## Biographie

### Famille

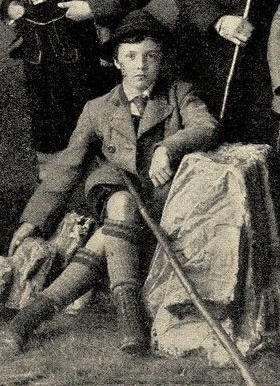
François Joseph en Bavière en 1897.

Le duc François Joseph appartient à la branche ducale et non régnante de la Maison de Wittelsbach. Par son père, il est le neveu de l'impératrice Élisabeth d'Autriche (Sissi). Il est également le frère d'Élisabeth, reine consort des Belges.
François Joseph a également une sœur aînée issue du premier mariage de son père avec Sophie de Saxe : Amélie Marie (1865-1912). Devenu prématurément veuf en 1867, son père Charles-Théodore s'est remarié avec Marie-Josèphe de Portugal en 1874. Ils deviennent parents de cinq enfants. François Joseph a donc aussi trois autres sœurs : Sophie en Bavière (1875-1957), Marie-Gabrielle (1878-1912) et Élisabeth, reine des Belges (1876-1965), ainsi qu'un frère aîné : Louis Guillaume (1884-1968),.

### Carrière et voyage aux États-Unis
François Joseph est premier lieutenant dans le 1er régiment d'uhlans royal bavarois (de) et instructeur spécial à l'académie royale d'équitation militaire de Munich. Son niveau en équitation lui vaut de nombreux prix dans les concours hippiques allemands.
Jeune, le duc voyage en 1910 aux États-Unis où il chasse le grizzli avant de séjourner à New York.

### Descendance
D'une liaison avec Caroline, dite Lilly Stockhammer (née à Braunau am Inn le 5 septembre 1891 et morte à Munich, le 17 octobre 1952), il a un fils illégitime : 
- Ottomar Gustav Stockhammer (né à Munich le 1er décembre 1909 et mort à Bad Homburg, le 28 janvier 1959), anobli par la suite sous le nom de « Plottnitz-Stockhammer ». Il épouse à Berlin le 8 août 1937 Catherine Louise, dite Kitty baronne von Taube (née à Laupa, Estonie, le 15 mars 1911 et morte à Vienne le 26 février 1975), dont deux enfants :
  - Franz Joseph von Plottnitz-Stockhammer (né à Dantzig le 4 juillet 1940), épouse en 1943 Cornelia Catherine Walz, puis en 1949 Beate Gottschalck, sans postérité ;
  - Marie Monika von Plottnitz-Stockhammer (née à Dantzig le 30 janvier 1942), épouse Heinrich Thein, dont deux fils.

### Mort
François Joseph meurt sans alliance des suites d'une poliomyélite à Munich le 23 septembre 1912, la même année que ses sœurs Marie-Gabrielle et Amélie. Il est inhumé à l'église Saint-Quirin de l'abbaye de Tegernsee.

## Honneurs
- Chevalier de l'ordre de Saint-Hubert (Bavière) ;
- Médaille du jubilé du prince-régent Luitpold.